# Parlick
Parlick är en kulle i Storbritannien.   Den ligger i grevskapet Lancashire och riksdelen England, i den centrala delen av landet, 300 km nordväst om huvudstaden London. Toppen på Parlick är 432 meter över havet.
Terrängen runt Parlick är huvudsakligen kuperad, men söderut är den platt.Runt Parlick är det ganska tätbefolkat, med 93 invånare per kvadratkilometer. Närmaste större samhälle är Preston, 16,3 km söder om Parlick. Trakten runt Parlick består i huvudsak av gräsmarker.